# Death by Numbers
Death by Numbers (frei übersetzt Tod durch Zahlen) ist ein US-amerikanischer Dokumentar-Kurzfilm von Kim A. Snyder aus dem Jahr 2024, der für einen Oscar nominiert ist. „A school shooting survivor confronts her assailant in a poetic journey to empowerment.“ (frei übersetzt: Eine Überlebende eines Schulmassakers konfrontiert ihren Angreifer auf einer poetischen Reise zur Rückgewinnung der Kontrolle über ihr eigenes Leben.)

## Inhalt

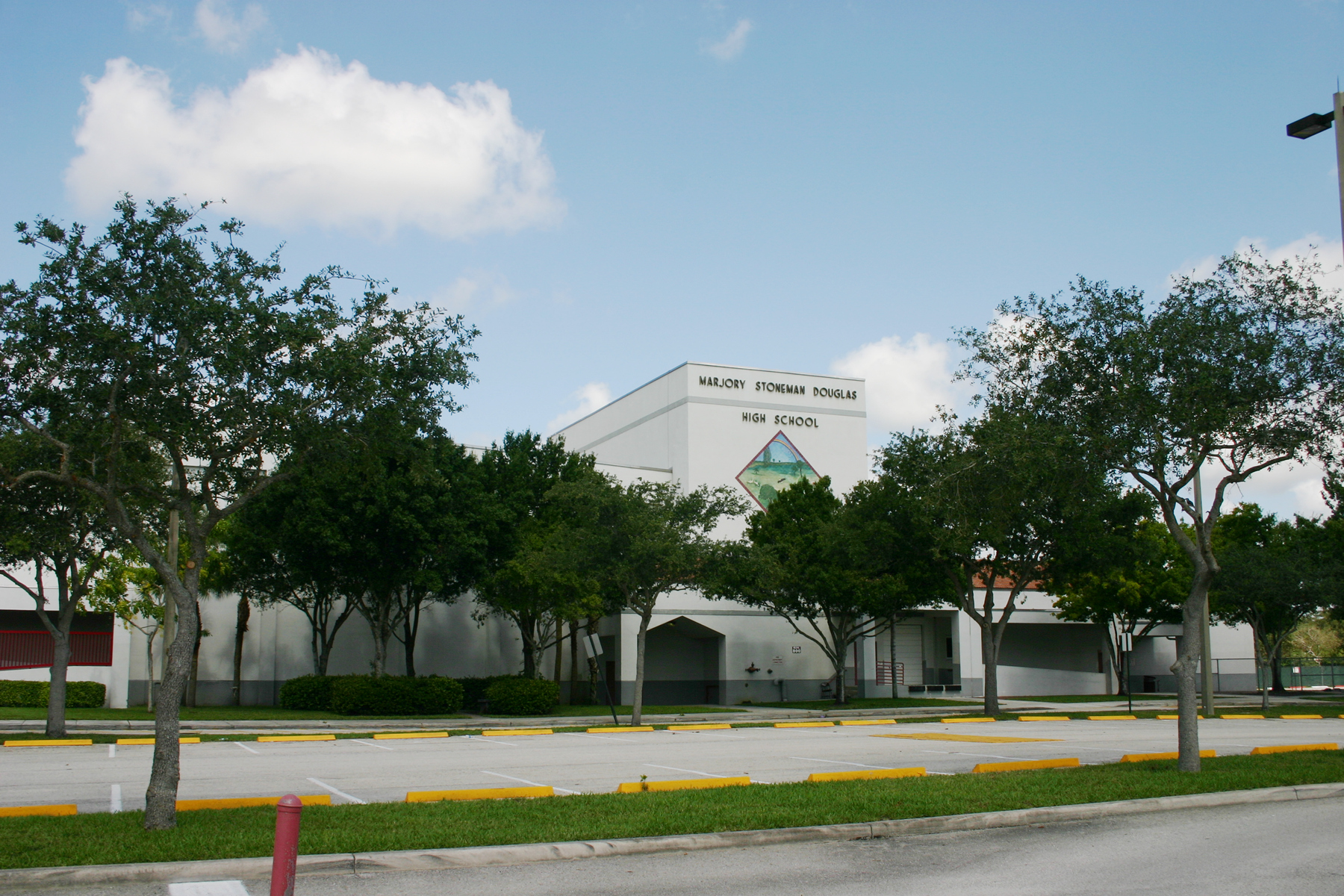
Marjory Stoneman Douglas Highschool (2008), Ort des Amoklaufs.

Vier Jahre ist es nun her, dass Samantha Fuentes bei der Parkland-Tragödie schwer verletzt worden war. Sie war eine der Schülerinnen der Highschool, in der ein Täter Amok lief und mit einem AR-15 Schnellfeuergewehr um sich schoss. Dieser Tag veränderte den Körper und das Leben der Schülerin für immer. In ihren Beinen und hinter ihrem rechten Auge stecken immer noch Kugelsplitter und unter einer posttraumatischen Belastungsstörung leidet die junge Frau seither ebenfalls. Sam, die Freunde und Lehrer bei dem Angriff verloren hat, führt Tagebuch, um das Erlebte so besser verarbeiten zu können, und auch, um sich auf die Verhandlung vorzubereiten, in der sie mit ihrem Angreifer konfrontiert wird. Samantha haben diese tragischen Ereignisse dazu gebracht, sich dafür einzusetzen, dass kein Kind oder Erwachsener jemals wieder durch sinnlose und vermeidbare Waffengewalt Schaden nehmen muss.
Samantha ist bei ihrer alleinerziehenden Mutter aufgewachsen, die gegen ihren Alkoholkonsum ankämpfen musste. Sie war ein Kind, das häufig schikaniert und gedemütigt wurde und auch rassistische Angriffe ertragen musste. Auch ihr Zuhause war kein Ort, an dem sie sich sicher fühlen konnte, da ihr Stiefvater körperlich und verbal gewalttätig war. Mit 15 Jahren unternahm Samantha einen Selbstmordversuch.
Nun heißt es für Sam, sich auf die Konfrontation mit ihrem Angreifer in einem anstehenden Strafprozess vorzubereiten. Sie tritt dem Schützen gegenüber, um ihn wissen zu lassen, dass er „ohne seine blöde Waffe“ nichts sei.

## Produktion

### Produktionsnotizen
Produziert wurde der Film von Cuomo Cole Productions in Zusammenarbeit mit Foothill Productions, The Kennedy/Marshall Company und World of Ha Productions.
Death by Numbers verweist auf eine amerikanische Gesellschaft, die zunehmend an Waffengewalt gewöhnt ist und scheinbar unempfindlich gegenüber einer Nation traumatisierter Jugendlicher. Sam setzt sich mit Hilfe ihres Lehrers mit den komplexen Fragen des kollektiven Hasses auseinander und damit, wie eine wiederherstellende Gerechtigkeit für die betroffenen Opfer aussehen könnte.

### Veröffentlichung
Der Film wurde auf folgenden Film Festivals in den Vereinigten Staaten vorgestellt:
- 05. Oktober 2024 Hamptons International Film Festival
- 19. Oktober 2024 Woodstock Film Festival
- 20. Oktober 2024 Montclair Film Festival
- 20. November 2024 DOC NYC

## Historie

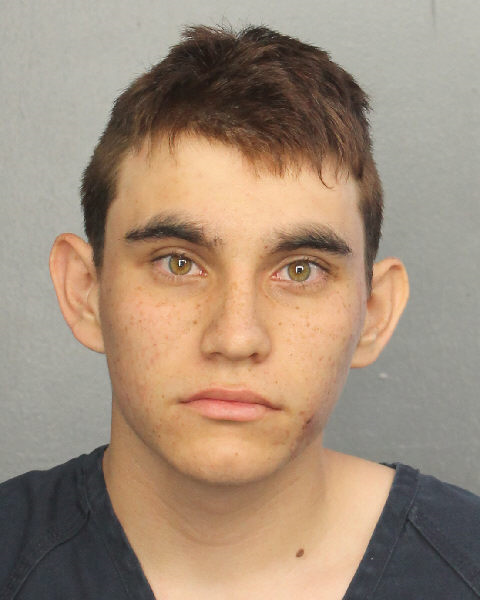
Nikolas Jacob Cruz (2018)

Beim Schulmassaker von Parkland am 14. Februar 2018 beging der 19-jährige Nikolas Jacob Cruz einen Amoklauf an der Marjory Stoneman Douglas Highschool (MSD) in Parkland in Florida. Er erschoss an seiner ehemaligen Schule 14 Schüler und drei Erwachsene. Nach seiner Festnahme gestand er bei einem Verhör am selben Tage die Schießerei. 15 Personen wurde mit schweren Verletzungen ins Krankenhaus verbracht. Die Tat hatte zahlreiche Proteste gegen die in den Vereinigten Staaten geltenden Waffengesetze zur Folge. Cruz ist inzwischen mit einer Strafe von 17 × lebenslänglich ohne Chance auf Bewährung verurteilt worden.

## Rezeption

### Kritik
Davis DeWitt stellte fest: Eine Überlebende sagt im Prozess gegen den Amokläufer der Parkland High School aus, setzt sich mit ihrem Trauma auseinander und untersucht gleichzeitig die Natur des Hasses und der wiederherstellenden Gerechtigkeit.

### Auszeichnungen (Auswahl)
- Woodstock Film Festival 2024: Nominiert Kim A. Snyder in der Kategorie „Bester Dokumentar-Kurzfilm“
- Montclair Film Festival (MFF) 2024: Gewinnerin Kim A. Snyder in der Kategorie „Bester Dokumentar-Kurzfilm-Beitrag“
- Academy Awards, USA 2025: Nominiert Kim A. Snyder und Janique Robillard in der Kategorie „Bester Dokumentar-Kurzfilm“